# درختزارهای خشک کوهستانی سومالی
درختزارهای خشک کوهستانی سومالی (به انگلیسی: Somali montane xeric woodlands) یک بوم‌ناحیه بیابانی و خشک درختچه‌ای در سومالی است. این منطقه بومی در کوه‌های ناهموار کرکار قرار دارد که به موازات و نزدیک به ساحل شمالی سومالی در خلیج عدن قرار دارد و از کیپ گواردافوی در جنوب تا عیل در دریای عرب پیروی می‌کند.